# Angelica Van Buren
Angelica Singleton Van Buren (13 februari 1818 - 29 december 1877) was de schoondochter van de achtste Amerikaanse president, Martin Van Buren. Ze was gehuwd met Abraham, de zoon van de president en fungeerde als first lady van het land omdat de vrouw van de president, Hannah, al 17 jaar overleden was en Van Buren voor de rest van zijn leven ongehuwd bleef.
Angelica was een nichtje van Dolley Madison en zij stelde haar ook voor aan toekomstig echtgenoot Abraham. Ze huwden in 1838 en maakten een lange reis door Europa. Toen ze terugkeerden in 1839 werd ze first lady voor de resterende tijd van haar schoonvaders ambtstermijn. Erna gingen ze in New York wonen en overwinterden in South Carolina.